# Леопард пантанальський
Леопард пантанальський, пантанальська кішка (Leopardus braccatus) — хижий ссавець з роду леопард (Leopardus) родини котових (Felidae), який мешкає в тропіках Південної Америки. Вид названий на честь області Пантанал в центральній Південній Америці. Традиційно кішка вважалася підвидом колоколо, але потім ця теорія була відкинута через відмінності у волосяному покриві та черепних вимірюваннях. Проте генетично відмінності між двома кішками не підтверджені.
В Бразилії були підтверджені випадки гібридів між пантанальським леопардом та онциллою.

## Зовнішній вигляд
Пантанальські кішки доволі невеликі котячі, приблизно розміром із домашню кішку. Мають жовтувате або коричнювате хутро з темно-коричневими плямами по боках, білувату шия. На обох щоках присутні дві темні лінії. На лапах та грудях присутні чорні смуги, стопи та кінчик хвоста чорні. Вуха великі та гоструваті з темно-сірим чи чорним хутром, та інколи з блідим маркуванням на задній поверхні. В Бразилії був задокументований випадок особини-меланіста, хоча меланізм також інколи спостерігається і у пантанальських кішок, які живуть у неволі.
Два підвиди можуть бути розрізненими по базовим патернам забарвлення їх хутра. Підвид L. b. braccatus майже повністю іржаво-коричневий зі слабкими плямами, безперервними смугами та помітними повністю чорним кінчиком хвоста та стопами. Підвид L. b. munoai блідий та більш жовтуватий, а також має більш коричнюваті плями по боках, розривні кільця на хвості та вузький чорний кінчик хвоста, з чорними підошвами, але не стопами.
Довжина хутра пантанальського леопарда більша, ніж на інших споріднених видах, хоча гребінь на спині не такий виражений. Кігті добре втягуються та мають різко вигнуту форму.

## Розповсюдження
Кішка мешкає на луках, деревно-чагарникових саванах і в листяних лісах. Були виявлені на висотах до 2,000 м над рівнем моря в східно-центральній Бразилії, Уругваї, Болівії, Парагваї, Аргентині.

## Підвиди
Після того як вид був відлучений від колоколо, пантанальську кішку поділили на два підвиди:
- Leopardus braccatus braccatus (Cope, 1889) – центральна Бразилія, східний Парагвай, крайній схід Болівії, частини північно-східної Аргентини.[7][1]
- Leopardus braccatus munoai (Ximenez, 1961) – штат Ріу-Гранді-ду-Сул в Бразилії, Уругвай.[7] The validity of the genetic work has been questioned.[1][1]

## Поведінка
Пантанальський леопард є денною твариною та веде поодинокий спосіб життя. Територія однієї дорослої особи сягає від 3 до 37 км². За поведінкою дуже нагадують колоколо.

## Харчування
Кішки полюють на невеликих ссавців, такі як свинкові, наземних птахів, маленьких ящірок та змій.